# Morane-Saulnier MS.315
Die Morane-Saulnier MS.315 ist ein Schulflugzeug des französischen Herstellers Morane-Saulnier.

## Geschichte
Die MS.315 wurde auf Basis der erfolgreichen Flugzeuge der 1920er-Jahre der Firma entwickelt und hatte im Oktober 1932 ihren Erstflug. Insgesamt wurden 346 Stück des Schulflugzeuges für das Militär gebaut, davon 33 erst nach dem Kriegsende durch das Unternehmen SNCA du Centre. Ab 1960 wurden 40 Maschinen mit einem 169 kW (230 PS) leistenden Motor von Continental ausgerüstet und als MS.317 bezeichnet. Diese wurden als Schleppflugzeug für Segelflugzeuge verwendet.

## Konstruktion
Die MS.315 ist ein Parasol-Hochdecker, der von einem 101 kW starken Salmson-9-Zylinder-Sternmotor angetrieben wurde.

## Technische Daten
| Kenngröße             | Daten MS.317                                            |
| --------------------- | ------------------------------------------------------- |
| Besatzung             | 1                                                       |
| Passagiere            | 1                                                       |
| Länge                 | 7,60 m                                                  |
| Spannweite            | 12,00 m                                                 |
| Höhe                  | 2,80 m                                                  |
| Flügelfläche          | 21,6 m²                                                 |
| Flügelstreckung       | 6,7                                                     |
| Nutzlast              | ? kg                                                    |
| Leermasse             | 548 kg                                                  |
| max. Startmasse       | 860 kg (992 kg)                                         |
| Reisegeschwindigkeit  | 170 km/h                                                |
| Höchstgeschwindigkeit | 210 km/h                                                |
| Dienstgipfelhöhe      | 5500 m                                                  |
| Reichweite            | 600 km                                                  |
| Triebwerke            | ein 7-Zylinder-Sternmotor Continental W-670K mit 169 kW |